# Epihip
Els epihips (Epihippus) són un gènere extint de mamífers perissodàctils de la família dels èquids que visqueren a Nord-amèrica durant l'Eocè mitjà. Se n'han trobat restes fòssils al Canadà i els Estats Units. En comparació amb els seus avantpassats directes, presentaven una molarització progressiva de les dents molars, de manera similar a l'orohip, el mesohip i el miohip. Aquests canvis formaven part d'una tendència evolutiva cap a una dentadura cada vegada més especialitzada en la molta de plantes.